# Nadija Rozjon
Nadija Rozjon (ukrainska: Надія Іванівна Розгон), född den 15 november 1952 i Talne i Ukrainska SSR, Sovjetunionen, är en sovjetisk roddare.
Hon tog OS-silver i åtta med styrman i samband med de olympiska roddtävlingarna 1976 i Montréal.